# Markus Steinhöfer
Markus Steinhöfer (Weißenburg in Bayern, 7 maart 1986) is een Duitse voetballer die bij voorkeur als centrale verdediger speelt. Hij speelt sinds januari 2011 bij de Zwitserse topclub FC Basel, dat hem toen overnam van Eintracht Frankfurt.
In de zomer 2008 werd hij gekocht van FC Bayern München voor ongeveer 8 ton.

## Carrière
| Seizoen        | Club                 | Land                    | Competitie              | Wed. | Goals |
| -------------- | -------------------- | ----------------------- | ----------------------- | ---- | ----- |
| 2004/06        | Bayern München ama   | Duitsland               | Regionalliga Süd        | -    | -     |
| 2006/07        | Red Bull Salzburg    | Oostenrijk              | Oostenrijkse Bundesliga | 16   | 0     |
| 2007/08        | Red Bull Salzburg    | Oostenrijk              | Oostenrijkse Bundesliga | 32   | 2     |
| 2008/09        | Eintracht Frankfurt  | Duitsland               | Duitse Bundesliga       | 32   | 3     |
| 2009/10        | Eintracht Frankfurt  | Duitsland               | Duitse Bundesliga       | 5    | 0     |
| 2009/10        | 1. FC Kaiserslautern | Duitsland               | 2. Bundesliga           | 15   | 2     |
| 2010/11        | Eintracht Frankfurt  | Duitsland               | Duitse Bundesliga       | 4    | 0     |
| 2010/11        | FC Basel             | Zwitserland Zwitserland | Raiffeisen Super League | 22   | 0     |
| 2011/12        | FC Basel             | Zwitserland Zwitserland | Raiffeisen Super League | 27   | 1     |
| 2012/13        | FC Basel             | Zwitserland Zwitserland | Raiffeisen Super League | 17   | 0     |
| Totaal         | Totaal               | Totaal                  | Totaal                  | 163  | 8     |
| Bijgewerkt tot | 28 januari 2013      |                         |                         |      |       |

## Erelijst
Red Bull Salzburg
- Landskampioen

2007
 FC Kaiserslautern
- 2. Bundesliga

2010